# Ambocythere sinuosa
Ambocythere sinuosa is een mosselkreeftjessoort uit de familie van de Trachyleberididae. De wetenschappelijke naam van de soort is voor het eerst geldig gepubliceerd in 2005 door Mazzini.